# Mario Bächtiger
Mario Bächtiger (* 1. August 1988) ist ein Schweizer Mittelstreckenläufer aus Eschenbach SG, seine Hauptdisziplin ist der 800-Meter-Lauf. Bächtiger startet für den STV Eschenbach, seine Trainerin ist die ehemalige Spitzenläuferin Cornelia Bürki. Sein grösster sportlicher Erfolg war 2007 die Teilnahme an den U20-Europameisterschaften, wo er den Halbfinal erreichte. Seit 2007 gehört er dem Schweizer B-Kader an und ist seit 2009 fester Bestandteil des Schweizer Militärsportkaders (CISM). In seiner Heimat, der St. Galler Obersee-Region, gehört er zu den lokalen Sportgrössen und bildet einen festen Bestandteil der dortigen Berichterstattung. Er lebt in Jona und absolviert eine Ausbildung zum Sekundarlehrer.
Sein jüngerer Bruder, Patrick Bächtiger (ETF-Sieg 2007 und 2013), stammt ebenfalls aus Eschenbach.

## Erfolge
- 2007: 13. Rang Junioreneuropameisterschaften
- 2008: 2. Rang Schweizer Meisterschaften
- 2009: 3. Rang Schweizer Meisterschaften
- 2010: Schweizer Meister, Schweizer Hallenmeister
- 2011: Schweizer Meister, Halbfinal Militärweltspiele
- 2012: 2. Schweizer Meisterschaften 800 m, Schweizer Meister Kurzcross, 3. Rang Post-Cup

## Persönliche Bestleistungen
- 400-Meter-Lauf: 49,01 s, 12. Juli 2009 in Jona
- 800-Meter-Lauf: 1:48,23 min, 26. Juni 2010 in Nottwil
- 1500-Meter-Lauf: 3:45,11 min, 27. Juni 2011 in Metz